# Второй Чемпионшип Футбольной лиги Северной Ирландии
Второй Чемпионшип Футбольной лиги Северной Ирландии (англ. NIFL Championship 2) — третья футбольная лига в системе лиг Северной Ирландии. Чемпионшип спонсируется Belfast Telegraph и официально называется Belfast Telegraph Championship. 

## История
В 2009 году промежуточная Премьер-Лига была разделена на два дивизиона: Чемпионшип 1 и 2 повышенями и понижениями между ними. В 2013 году Чемпионшип и Премьершип ИФА были заменены единой Футбольной лигой Северной Ирландии, независимой от Ирландской футбольной ассоциации (ИФА). Футбольная лига Северной Ирландии частной компанией, которая имеет 40 членов клубов из Премьершипа, Чемпионшипов 1 и 2, каждый и которых является акционером.
С 2016 года, Чемпионшип 2 продолжит работу в качестве промежуточной Премьер-Лиги, сохраняя свою промежуточный статус до реструктуризации 2017 года. Чемпионшип 2 будет иметь 16 команд, и вместе с Премьершипом и Чемпионшипом Футбольной лиги Северной Ирландии, поможет повысить рейтинг УЕФА Северной Ирландии и  получить 2 автоматических места в групповых этапах Лиге чемпионов УЕФА и Лиги Европы УЕФА.

## Список клубов Сезона 2015/16
- Бэнбридж Таун (Банбридж)
- Глебе Рейнджерс (Баллимони)
- Дандела (Белфаст)
- Доллингстон (Доллингстон)
- Коа Юнайтед (Коа)
- Куинз Юниверсити (Белфаст)
- Лимавади Юнайтед (Лимавади)
- Мойола Парк (Каслдоусон)
- Ньювингтон (Ньютаунабби)
- Портстьюарт (Портстьюарт)
- ПСНИ (Белфаст)
- Спорт и Лейжа Свифтс (Белфаст)
- Тобермор Юнайтед (Тобермор)
- Уэйкхерст (Белфаст)

### Список чемпионов
- 2009/2010 Харлэнд и Вульф Велдерс
- 2010/2011 Уоренпоинт Таун
- 2011/2012 Коа Юнайтед
- 2012/2013 Кнокбреда
- 2013/2014 Армаг Сити
- 2014/2015 Лурган Селтик